# Konstantinische Wende

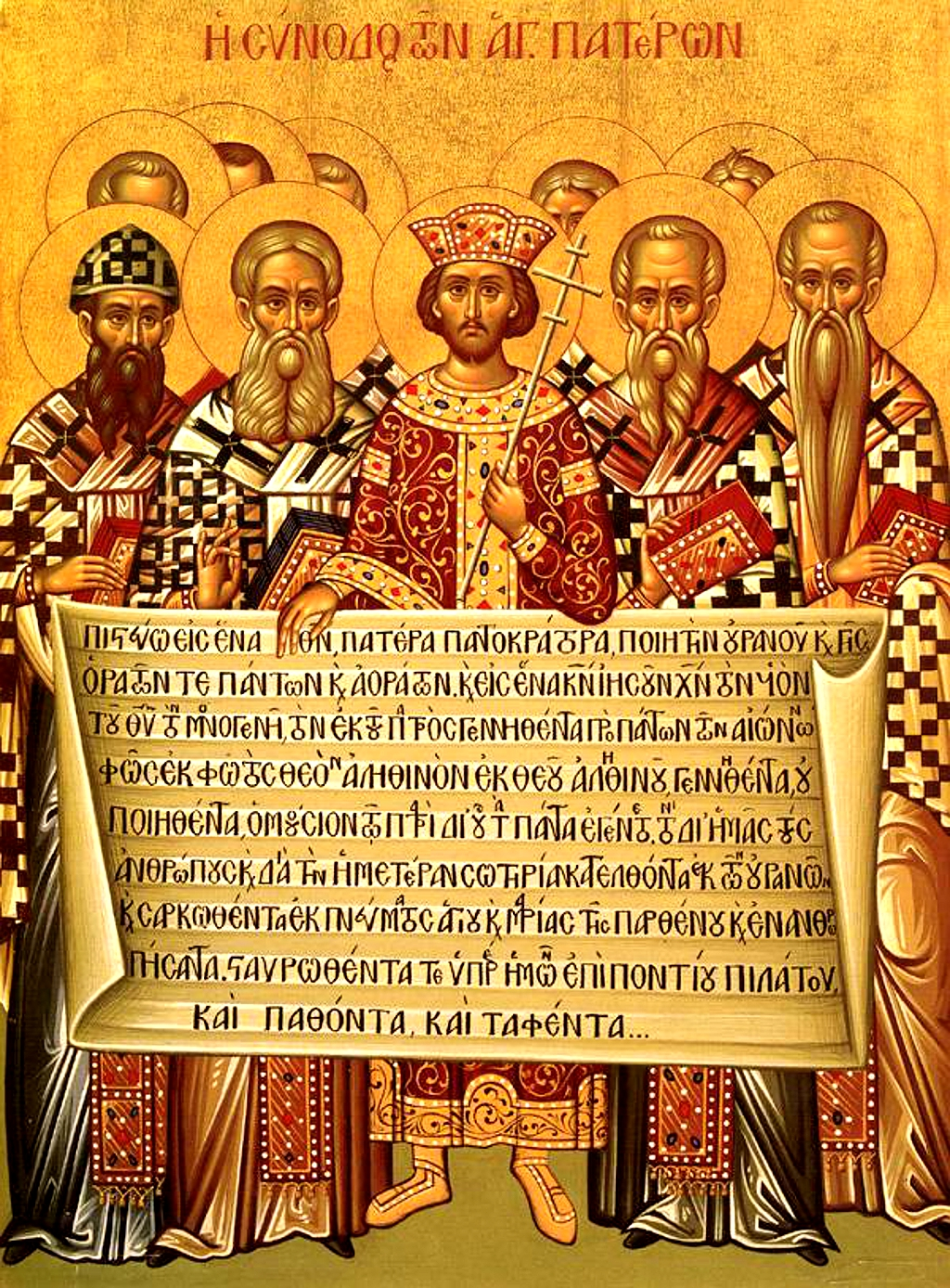
Erstes Konzil von Nicäa (325): Kaiser Konstantin entrollt den Text des Nicäno-Konstantinopolitanum.

Als konstantinische Wende wird die religiöse Entwicklung bezeichnet, die durch die von den römischen Kaisern Konstantin und Licinius im Jahr 313 erlassene Mailänder Vereinbarung (sachlich unkorrekt oft als Toleranzedikt bezeichnet) eingeleitet wurde. In ihrem Verlauf gewann das Christentum an Einfluss im Römischen Reich und wurde schließlich im Jahr 380 zur Staatsreligion erhoben, neben der andere Religionen (mit Ausnahme des Judentums) offiziell nicht mehr geduldet wurden. Konstantins Motive für seine Hinwendung zum Gott der Christen werden bis heute sehr kontrovers diskutiert.
Die konstantinische Wende machte aus der bis 311 bzw. 313 verbotenen und teils blutig verfolgten christlichen Kirche eine zunächst geduldete, dann rechtlich privilegierte Institution und zuletzt unter Theodosius I. eine eng mit dem politischen System verbundene Reichskirche. Am Ende der Spätantike war das Christentum dann im ganzen Imperium durchgesetzt worden, wobei gegen Nichtchristen und Häretiker in zunehmendem Maße Zwang angewendet wurde. Direkt und indirekt führte die von Konstantin eingeleitete kaiserliche Förderung des Christentums auch außerhalb des Römischen Reiches vielerorts zu einer wachsenden Bedeutung und Verbreitung christlicher Lehren und sorgte damit letztlich für den Aufstieg des Christentums zur Weltreligion.

## Konstantins Religion und Religionspolitik
Traditionell bezeichnet der Begriff konstantinische Wende die Hinwendung des Kaisers zum Christentum und die damit verbundene Abwendung von den traditionellen Kulten. Zentrale Bedeutung kommt dabei Konstantin selbst zu, wobei die Motive seiner Hinwendung zum Christentum umstritten sind. Unklar ist nicht zuletzt, ob der Wende ein persönliches Bekehrungserlebnis zugrunde lag, oder ob der Kaiser aus rationalen, realpolitischen Motiven handelte. Das Ereignis soll christlichen Quellen zufolge im Jahr 312 kurz vor der Schlacht an der Milvischen Brücke stattgefunden haben. In der neueren Forschung wird kaum von einer einmaligen, punktuellen „Bekehrung“ ausgegangen, sondern vielmehr von einem schrittweisen Prozess, wonach Konstantin wohl über Apollo und den Sonnengott Sol Invictus zum christlichen Glauben fand. Ob dies bereits 312 der Fall war, ist umstritten. Diskutiert wird auch, ob sich die Vision, bei der Konstantin und seinem Heer laut Eusebius von Caesarea am Himmel ein Kreuz erschienen sein soll, eventuell auf ein reales, natürliches Phänomen zurückführen lässt. Wenngleich viele diesbezügliche Fragen immer noch diskutiert werden, wird die persönliche Religiosität des Kaisers in der neueren Forschung (anders als noch von Jacob Burckhardt im 19. Jahrhundert) nur noch von einer Minderheit in Frage gestellt.
Umstritten ist auch, ob man den Kaiser bereits als Christen im engeren Sinne bezeichnen kann. Er ließ sich erst am Lebensende taufen, duldete den traditionellen Kaiserkult und ging nicht gegen die traditionellen Kulte vor. Allerdings hielt er sich selbst von den paganen (heidnischen) Kulten weitgehend fern und förderte sie nach 312 nicht mehr. Die neue Hauptstadt Konstantinopel enthielt 326 wahrscheinlich keine Tempel der alten Hauptgötter mehr, jedoch Kultstätten der traditionellen Zivilreligion wie Rhea oder Tyche. Christen und christliche Institutionen wurden von Konstantin in der Folgezeit oftmals fiskalisch (vor allem steuerlich) begünstigt. Entscheidend aber war der Umstand, dass er seine Söhne christlich erziehen ließ. Denn sie waren bereits weit weniger gewillt, andere Kulte zu dulden.

## Die Folgen
„Die primär auf seine, Konstantins, Person zugeschnittene Politik wurde von der Dankbarkeit einer leidgeprüften Kirche getragen, die ihm zugute hielt, dass er die diocletianische Verfolgung beendet, das Christentum von seiner Illegalität befreit und zur anerkannten Religion erhoben hatte.“ Die Erleichterung der Christen über das Ende der Verfolgung ging insbesondere bei einigen Hofbeamten und Bischöfen über in eine eilfertige Staatsfrömmigkeit, die im vierten Jahrhundert zunächst weitgehend arianisch geprägt war, es kam auch zu Verfolgungen von Arianern bzw. durch Arianer (je nach dem Bekenntnis des jeweiligen Kaisers und dessen Religionspolitik). Am Ende des 4. Jahrhunderts setzte sich das Bekenntnis von Nicäa durch, später kam es auch zu Verfolgungen von Anhängern der alten Kulte durch die Reichskirche. Der römische Staat basierte, wie alle antiken Gemeinschaften, auf religiös-kultischer Grundlage und an die Stelle der alten heidnischen Kulte trat nun das Christentum. Es gab jedoch bis zum Ende der Spätantike sogenannte Heiden im Imperium.
Innerhalb von nur hundert Jahren wurde das zunehmend christianisierte Römische Reich sowohl mit dem biblischen Reich Gottes als auch mit dem Christentum nahezu gleichgesetzt (vgl. die Reichstheologie eines Eusebius von Caesarea), wogegen sich Augustinus von Hippo in seinem De civitate Dei wendet. Durch den großen Zustrom von weniger religiös Motivierten in die Kirche wurden dabei die strengen disziplinären und liturgischen Standards der frühen Kirche aufgeweicht.

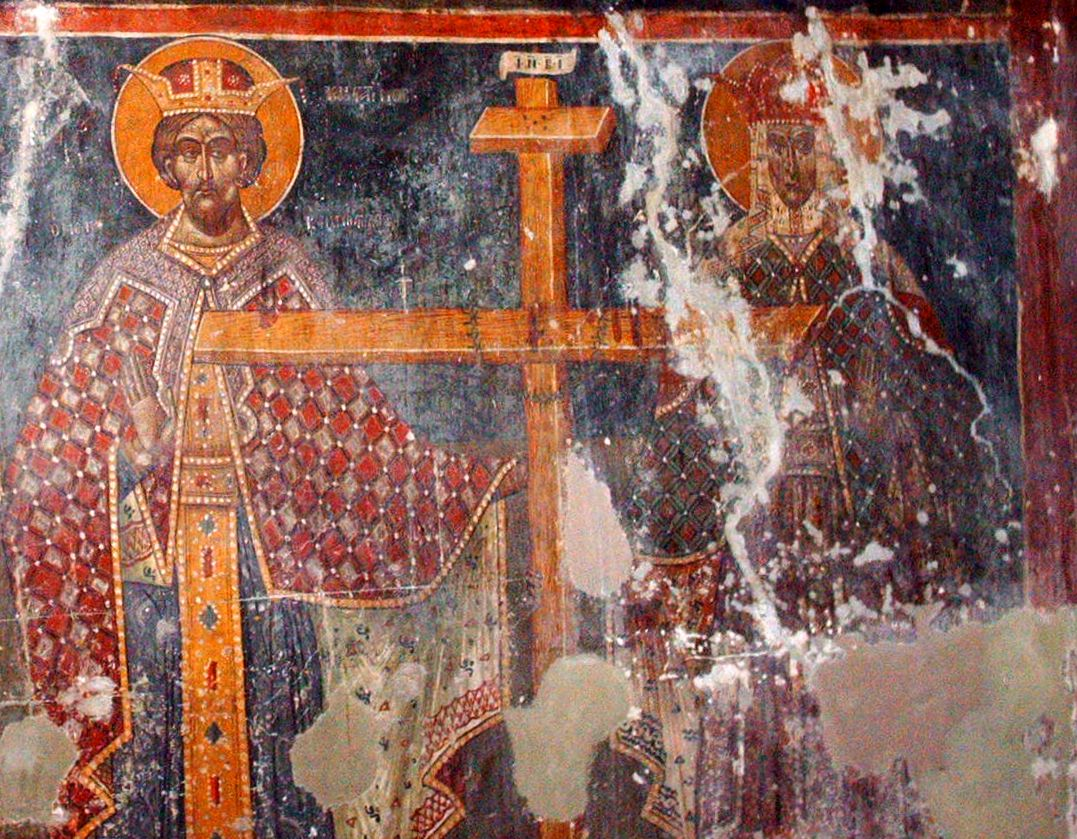
Konstantin mit seiner Mutter Helena und der von ihr entdeckten Reliquie des angeblichen Hl. Kreuzes (Ikone aus dem 16. Jahrhundert)

Als inneres Korrektiv entstand fast gleichzeitig mit der konstantinischen Wende in Ägypten das christliche Mönchtum. Der Versuch einer Rückkehr zum Heidentum durch Konstantins Neffen Julian (Kaiser von 361 bis 363), teils verbunden mit einer Verhärtung der Fronten auf beiden Seiten, scheiterte. Den Endpunkt der von Konstantin eingeleiteten Entwicklung stellte die Erhebung des Christentums zur Staatsreligion durch Theodosius I. dar, wobei nun im Sinne des Ausschließlichkeitsanspruchs des Christentums die heidnischen Kulte untersagt wurden. Eine Ausnahme stellt das Judentum dar, das zwar durch Gesetze eingeschränkt, jedoch nicht verboten wurde. Trotz sehr strenger Gesetze gegen das antike Heidentum (unter Theodosius wurde etwa das Betrachten von Statuen oder Tempeln als Hochverrat gewertet) war dieses nur selten systematischen staatlichen Übergriffen ausgesetzt. Vielmehr boten die Gesetze eine Grundlage für die von christlichen Institutionen verübte Gewalt, die sich in erster Linie gegen heidnische Kulturgüter richtete. Nachdem die verschiedenen heidnischen Kulte bis um die Mitte des 4. Jahrhunderts zunehmend an Einfluss verloren hatten, weil sie etwa dem karitativen Wirken und dem missionarischen Impetus des Christentums nichts entgegenzusetzen hatten, wurde dieser Prozess im 6. Jahrhundert durch weitere staatliche Gesetzgebung forciert. In diesem Zusammenhang ist die wirkliche Durchdringung der Bevölkerung mit dem Christentum nicht exakt greifbar und in der Forschung folglich umstritten. Das Imperium wandelte sich schließlich zu einem Imperium Romanum Christianum.